# Copa Roca 1976
La Copa Roca 1976 fue la undécima edición de este torneo amistoso de fútbol disputado entre la selección brasileña y la selección argentina. Se celebró el 27 de febrero y el 19 de mayo de 1976.
Fue la última edición del torneo bajo esta nomenclatura, y celebrada como anexo a la Copa del Atlántico, antes del paréntesis de 34 años hasta el regreso de la competición en 2011. Brasil ganó los dos partidos y se coronó campeón.

## Reglamento
El primer partido tuvo lugar en el Estadio Monumental de Buenos Aires y el segundo partido fue en Estadio de Maracaná en Río de Janeiro. 

## Partido
Argentina 1-2 Brasil. Lula remató el lanzamiento de Marinho Chagas. Zico de tiro libre. 0 a 2. Kempes de penalti. 1 a 2.
En el segundo partido, Brasil 2-0 Argentina. Lula en el rechace del portero. Orlando centró, Gil lo intentó, Neca remató.

## Resultado
| 1     | POR   | Ricardo Lavolpe    |  |
|       | DEF   | Alberto Tarantini  |  |
|       | DEF   | Andrés Rebottaro   |  |
|       | DEF   | Daniel Killer      |  |
|       | MED   | Ricardo Bochini    |  |
|       | MED   | Marcelo Trobbiani  |  |
|       | MED   | Pablo Cárdenas     |  |
|       | MED   | Américo Gallego    |  |
|       | DEL   | Mario Kempes       |  |
|       | DEL   | Héctor Scotta      |  |
|       | DEL   | Oscar Ortiz        |  |
| D. T. | D. T. | César Luis Menotti |  |

| 1     | POR   | Waldir Peres       |  |
|       | DEF   | Getúlio            |  |
|       | DEF   | Amaral             |  |
|       | MED   | Miguel             |  |
|       | MED   | Marinho Chagas     |  |
|       | MED   | Chicão             |  |
|       | DEL   | Zico               |  |
|       | DEL   | Paulo Falcão       |  |
|       | DEL   | Geraldo Assoviador |  |
|       | DEL   | Flecha             |  |
|       | DEL   | Lula               |  |
| D. T. | D. T. | Oswaldo Brandão    |  |

| 74'; | Mario Kempes; | 1:2 |

| 05'; 67' | Lula; Zico | 1:1 |

| 1     | POR   | Ricardo Lavolpe    |  |
|       | DEF   | Alberto Tarantini  |  |
|       | DEF   | Andrés Rebottaro   |  |
|       | DEF   | Daniel Killer      |  |
|       | MED   | Ricardo Bochini    |  |
|       | MED   | Marcelo Trobbiani  |  |
|       | MED   | Pablo Cárdenas     |  |
|       | MED   | Américo Gallego    |  |
|       | DEL   | Mario Kempes       |  |
|       | DEL   | Héctor Scotta      |  |
|       | DEL   | Oscar Ortiz        |  |
| D. T. | D. T. | César Luis Menotti |  |

| 1     | POR   | Waldir Peres       |  |
|       | DEF   | Getúlio            |  |
|       | DEF   | Amaral             |  |
|       | MED   | Miguel             |  |
|       | MED   | Marinho Chagas     |  |
|       | MED   | Chicão             |  |
|       | DEL   | Zico               |  |
|       | DEL   | Paulo Falcão       |  |
|       | DEL   | Geraldo Assoviador |  |
|       | DEL   | Flecha             |  |
|       | DEL   | Lula               |  |
| D. T. | D. T. | Oswaldo Brandão    |  |

| 74'; | Mario Kempes; | 1:2 |

| 05'; 67' | Lula; Zico | 1:1 |

| 1     | POR   | Ricardo Lavolpe    |  |
|       | DEF   | Alberto Tarantini  |  |
|       | DEF   | Andrés Rebottaro   |  |
|       | DEF   | Daniel Killer      |  |
|       | MED   | Ricardo Bochini    |  |
|       | MED   | Marcelo Trobbiani  |  |
|       | MED   | Pablo Cárdenas     |  |
|       | MED   | Américo Gallego    |  |
|       | DEL   | Mario Kempes       |  |
|       | DEL   | Héctor Scotta      |  |
|       | DEL   | Oscar Ortiz        |  |
| D. T. | D. T. | César Luis Menotti |  |

| 1     | POR   | Waldir Peres       |  |
|       | DEF   | Getúlio            |  |
|       | DEF   | Amaral             |  |
|       | MED   | Miguel             |  |
|       | MED   | Marinho Chagas     |  |
|       | MED   | Chicão             |  |
|       | DEL   | Zico               |  |
|       | DEL   | Paulo Falcão       |  |
|       | DEL   | Geraldo Assoviador |  |
|       | DEL   | Flecha             |  |
|       | DEL   | Lula               |  |
| D. T. | D. T. | Oswaldo Brandão    |  |

| 74'; | Mario Kempes; | 1:2 |

| 05'; 67' | Lula; Zico | 1:1 |

| 1     | POR   | Ricardo Lavolpe    |  |
|       | DEF   | Alberto Tarantini  |  |
|       | DEF   | Andrés Rebottaro   |  |
|       | DEF   | Daniel Killer      |  |
|       | MED   | Ricardo Bochini    |  |
|       | MED   | Marcelo Trobbiani  |  |
|       | MED   | Pablo Cárdenas     |  |
|       | MED   | Américo Gallego    |  |
|       | DEL   | Mario Kempes       |  |
|       | DEL   | Héctor Scotta      |  |
|       | DEL   | Oscar Ortiz        |  |
| D. T. | D. T. | César Luis Menotti |  |

| 1     | POR   | Waldir Peres       |  |
|       | DEF   | Getúlio            |  |
|       | DEF   | Amaral             |  |
|       | MED   | Miguel             |  |
|       | MED   | Marinho Chagas     |  |
|       | MED   | Chicão             |  |
|       | DEL   | Zico               |  |
|       | DEL   | Paulo Falcão       |  |
|       | DEL   | Geraldo Assoviador |  |
|       | DEL   | Flecha             |  |
|       | DEL   | Lula               |  |
| D. T. | D. T. | Oswaldo Brandão    |  |

| 74'; | Mario Kempes; | 1:2 |

| 05'; 67' | Lula; Zico | 1:1 |

| 1     | POR   | Waldir Peres       |  |
|       | DEF   | Orlando            |  |
|       | DEF   | Amaral             |  |
|       | DEF   | Marco Antônio      |  |
|       | MED   | Jayme              |  |
|       | MED   | Chicão             |  |
|       | MED   | Roberto Rivelino   |  |
|       | MED   | Geraldo Assoviador |  |
|       | DEL   | Neca               |  |
|       | DEL   | Lula               |  |
|       | DEL   | Gil                |  |
| D. T. | D. T. | Oswaldo Brandão    |  |

| 1     | POR   | Ricardo Lavolpe     |  |
|       | DEF   | Daniel Passarella   |  |
|       | DEF   | Alberto Tarantini   |  |
|       | MED   | Jorge Olguín        |  |
|       | MED   | Jorge Carrascosa    |  |
|       | MED   | Ricardo Bochini     |  |
|       | DEL   | Marcelo Trobbiani   |  |
|       | DEL   | Américo Gallego     |  |
|       | DEL   | René Houseman       |  |
|       | DEL   | Mario Kempes        |  |
|       | DEL   | Leopoldo Luque      |  |
| D. T. | D. T. | César Luis Menotti; |  |

| 68'; 84' | Lula; Neca | 2:0 |

| 1     | POR   | Waldir Peres       |  |
|       | DEF   | Orlando            |  |
|       | DEF   | Amaral             |  |
|       | DEF   | Marco Antônio      |  |
|       | MED   | Jayme              |  |
|       | MED   | Chicão             |  |
|       | MED   | Roberto Rivelino   |  |
|       | MED   | Geraldo Assoviador |  |
|       | DEL   | Neca               |  |
|       | DEL   | Lula               |  |
|       | DEL   | Gil                |  |
| D. T. | D. T. | Oswaldo Brandão    |  |

| 1     | POR   | Ricardo Lavolpe     |  |
|       | DEF   | Daniel Passarella   |  |
|       | DEF   | Alberto Tarantini   |  |
|       | MED   | Jorge Olguín        |  |
|       | MED   | Jorge Carrascosa    |  |
|       | MED   | Ricardo Bochini     |  |
|       | DEL   | Marcelo Trobbiani   |  |
|       | DEL   | Américo Gallego     |  |
|       | DEL   | René Houseman       |  |
|       | DEL   | Mario Kempes        |  |
|       | DEL   | Leopoldo Luque      |  |
| D. T. | D. T. | César Luis Menotti; |  |

| 68'; 84' | Lula; Neca | 2:0 |

| 1     | POR   | Waldir Peres       |  |
|       | DEF   | Orlando            |  |
|       | DEF   | Amaral             |  |
|       | DEF   | Marco Antônio      |  |
|       | MED   | Jayme              |  |
|       | MED   | Chicão             |  |
|       | MED   | Roberto Rivelino   |  |
|       | MED   | Geraldo Assoviador |  |
|       | DEL   | Neca               |  |
|       | DEL   | Lula               |  |
|       | DEL   | Gil                |  |
| D. T. | D. T. | Oswaldo Brandão    |  |

| 1     | POR   | Ricardo Lavolpe     |  |
|       | DEF   | Daniel Passarella   |  |
|       | DEF   | Alberto Tarantini   |  |
|       | MED   | Jorge Olguín        |  |
|       | MED   | Jorge Carrascosa    |  |
|       | MED   | Ricardo Bochini     |  |
|       | DEL   | Marcelo Trobbiani   |  |
|       | DEL   | Américo Gallego     |  |
|       | DEL   | René Houseman       |  |
|       | DEL   | Mario Kempes        |  |
|       | DEL   | Leopoldo Luque      |  |
| D. T. | D. T. | César Luis Menotti; |  |

| 68'; 84' | Lula; Neca | 2:0 |

| 1     | POR   | Waldir Peres       |  |
|       | DEF   | Orlando            |  |
|       | DEF   | Amaral             |  |
|       | DEF   | Marco Antônio      |  |
|       | MED   | Jayme              |  |
|       | MED   | Chicão             |  |
|       | MED   | Roberto Rivelino   |  |
|       | MED   | Geraldo Assoviador |  |
|       | DEL   | Neca               |  |
|       | DEL   | Lula               |  |
|       | DEL   | Gil                |  |
| D. T. | D. T. | Oswaldo Brandão    |  |

| 1     | POR   | Ricardo Lavolpe     |  |
|       | DEF   | Daniel Passarella   |  |
|       | DEF   | Alberto Tarantini   |  |
|       | MED   | Jorge Olguín        |  |
|       | MED   | Jorge Carrascosa    |  |
|       | MED   | Ricardo Bochini     |  |
|       | DEL   | Marcelo Trobbiani   |  |
|       | DEL   | Américo Gallego     |  |
|       | DEL   | René Houseman       |  |
|       | DEL   | Mario Kempes        |  |
|       | DEL   | Leopoldo Luque      |  |
| D. T. | D. T. | César Luis Menotti; |  |

| 68'; 84' | Lula; Neca | 2:0 |

| Bandera de Brasil |
| Campeón Brasil    |
| 8.vo Título       |

## Goles
| Futbolista   | Selección | Goles |
| ------------ | --------- | ----- |
| Lula         | Brasil    | 2     |
| Mario Kempes | Argentina | 1     |
| Neca         | Brasil    | 1     |
| Zico         | Brasil    | 1     |

## Asistentes
| Jugador        | Selección | Asistente |
| -------------- | --------- | --------- |
| Marinho Chagas | Brasil    | 1         |
| Orlando Lelê   | Brasil    | 1         |